# Carmelo Barrio
Carmelo Barrio Baroja (Vitoria, 16 de julio de 1960) es un abogado y político español, miembro y portavoz del grupo PP+Cs en el Parlamento Vasco y ex secretario general del Partido Popular del País Vasco.

## Biografía
Carmelo Barrio nació en Vitoria el 16 de julio de 1960. Se licenció en Derecho en la Universidad del País Vasco y cursó un máster en 'Derecho y economía de cooperativas' por la misma universidad.
En 1982 fue elegido presidente de Nuevas Generaciones de Alianza Popular del País Vasco. En las elecciones forales de 1987 fue elegido miembro de las Juntas Generales de Álava en las listas de Coalición Popular.
En 1990 dejó el Parlamento Foral Alavés al ser elegido miembro del Parlamento Vasco, de cuya mesa fue elegido secretario. En las elecciones autonómicas de 1994 volvió a ser elegido por el Partido Popular y vicepresidente segundo de la mesa de la cámara.
En 1998, 2001 y 2005 pasó a ser el vicepresidente primero de la cámara vasca. Y en las elecciones locales de 2003 salió elegido concejal en el ayuntamiento de Zambrana (Álava).
Barrio ha sido secretario general del PP de Álava entre 1993 y 1996, cargo que abandonó cuando fue elegido secretario general del Partido Popular del País Vasco. En 2008 fue sustituido por Iñaki Oyarzábal como Secretario General del PP Vasco.